# Cheval de guerre (film)
Cet article concerne l’adaptation cinématographique. Pour le roman de M. Morpurgo, voir Cheval de guerre.
Pour un article historique sur le sujet, voir Cheval durant la Première Guerre mondiale.
Pour plus de détails, voir Fiche technique et Distribution.
Cheval de guerre (War Horse) est un film américano-indien réalisé par Steven Spielberg, sorti en 2011. Il s'agit d'une adaptation du roman du même nom de Michael Morpurgo.
Le film rend notamment hommage aux huit millions de chevaux sacrifiés durant la Première Guerre mondiale. Il reçoit des critiques globalement positives et réalise de bons résultats au box-office.

## Synopsis
Le jeune Albert vit avec ses parents dans une ferme louée dans le comté de Devon en Angleterre et assiste émerveillé à la naissance d'un joli poulain, qui malheureusement sera vendu. Quelques années plus tard, son père achète à prix d'or (30 guinées) un magnifique cheval, fasciné par cet animal ombrageux hors du commun. La mère accepte mal ce cheval, un demi-sang qui, a priori, ne pourra pas tirer la charrue, dit-elle. Mais Albert reconnaît le poulain et le nomme Joey. Albert parvient à apaiser le cheval. Ensemble, ils réussissent à labourer un champ. Un vrai exploit très important pour eux, car ils avaient promis au propriétaire de leur ferme de labourer le champ pour y faire pousser des navets afin de régler leur dette. Mais en ces temps de Première Guerre mondiale, l'animal est vendu à la cavalerie britannique et envoyé au front, il passe donc du champ de labour au champ de bataille. Albert se voit alors obligé de s'engager à son tour et vit une aventure atypique, côtoyant des soldats au front, il découvre l'horreur de la guerre. Une petite fille, vivant avec son grand-père, trouve Joey et Topthorn, son compagnon, tous deux échappés. Elle essaye d'apprendre à Joey à sauter, essaye de le monter, car elle n'a pas peur. Malheureusement, les Forces Allemandes arrivent et réquisitionnent de la nourriture et des ustensiles au grand-père. Pendant ce temps, la petite fille est partie cacher les deux chevaux dans sa chambre.
Le lendemain, elle rencontre à nouveau les soldats allemands qui emportent les chevaux pour les utiliser dans les combats. Le grand-père, très malheureux, est bien décidé à les retrouver. Durant son périple, Joey ne laisse personne indifférent car, par sa présence et son comportement, il donne espoir aux soldats qui l'entourent. Les deux amis, Albert et Joey, se retrouveront après bien des souffrances.

## Fiche technique
Sauf indication contraire, les informations mentionnées dans cette section peuvent être confirmées par les bases de données cinématographiques IMDb et Allociné,  présentes dans la section « Liens externes ».
- Titre original : War Horse
- Titre français : Cheval de guerre
- Réalisation : Steven Spielberg
- Scénario : Richard Curtis et Lee Hall, d’après le roman Cheval de guerre de Michael Morpurgo et basé sur la pièce de théâtre de Nick Stafford (en)
- Musique : John Williams
- Direction artistique : Andrew Ackland-Snow, Molly Hughes, Neil Lamont, Hattie Storey et Gary Tomkins
- Décors : Rick Carter
- Costumes : Joanna Johnston
- Photographie : Janusz Kamiński
- Son : Richard Hymns, Tom Johnson, Andy Nelson, Gary Rydstrom, William Stein, Stuart Wilson
- Montage : Michael Kahn
- Production : Kathleen Kennedy et Steven Spielberg
  - Production déléguée : Revel Guest et Frank Marshall
  - Production associée : Kristie Macosko Krieger
  - Coproduction : Tracey Seaward et Adam Somner
- Sociétés de production :
  - États-Unis : Amblin Entertainment, The Kennedy/Marshall Company et Touchstone Pictures, présenté par DreamWorks Pictures
  - Inde : présenté par Reliance Entertainment
- Sociétés de distribution : Walt Disney Studios Motion Pictures à travers la bannière de Touchstone Pictures[1],[2] ; PVR Pictures (Inde)
- Budget : 66 millions USD[3],[4]
- Pays de production :  États-Unis,  Inde[5]
- Langues originales : anglais, allemand
- Format : couleur et noir et blanc (images d'archives) (DeLuxe) — 35 mm — 2,39:1 — son SDDS / Datasat / Dolby Digital / Dolby Surround 7.1 / Mono / Dolby stéréo / IMAX 6-Track / DTS / Dolby Atmos
- Genre : drame historique, guerre, aventure
- Durée : 146 minutes
- Dates de sortie[6] :
  - États-Unis, Québec : 25 décembre 2011[7]
  - Belgique : 1er février 2012[8]
  - Inde : 10 février 2012
  - France, Suisse romande : 22 février 2012[9],[10]
- Classification[11] :
  - États-Unis : accord parental recommandé, film déconseillé aux moins de 13 ans (PG-13 - Parents Strongly Cautioned)[N 1]
  - Inde : tous publics (U - Unrestricted Public Exhibition)
  - France : tous publics (conseillé à partir de 10 ans)[9],[12]
  - Belgique : tous publics (Alle Leeftijden)[8]
  - Suisse romande : interdit aux moins de 12 ans[13]
  - Québec : tous publics (G - General Rating)[7]

## Distribution
- Jeremy Irvine (VF : Donald Reignoux ; VQ : Gabriel Lessard) : Albert Narracott
- Tom Hiddleston (VF : Alexis Victor ; VQ : Nicolas Charbonneaux-Collombet) : le capitaine Nicholls
- Benedict Cumberbatch (VF : Fabien Jacquelin ; VQ : Frédéric Paquet) : le major Stewart
- Emily Watson (VF : Isabelle Gardien ; VQ : Valérie Gagné) : Rose Narracott, la mère d'Albert
- David Thewlis (VF : Lionel Tua ; VQ : Denis Gravereaux) : Lyons
- David Kross (VF : Alexis Tomassian ; VQ : Nicolas Bacon) : Gunther
- Geoff Bell (VF : Jean-François Vlérick ; VQ : Benoît Rousseau) : le sergent Sam Perkins
- Peter Mullan (VQ : Manuel Tadros) : Ted Narracott, le père d'Albert
- Niels Arestrup (VF : lui-même ; VQ : lui-même) : grand-père
- Patrick Kennedy (VF : Yoann Sover) : le lieutenant Charley Waverly
- Nicolas Bro : Friedrich
- Toby Kebbell (VF : Damien Boisseau ; VQ : Pierre-Yves Cardinal) : Colin « Geordie »
- Rainer Bock : Brandt
- Robert Emms (VF : Jean-Christophe Dollé) : David Lyons
- Céline Buckens (VF : elle-même) : Émilie, la jeune fille française
- Leonard Carow (de) : Michael
- Matt Milne (VF : Brice Ournac) : Andrew Easton
- Eddie Marsan (VF : Gérard Darier) : le sergent Fry
- Gary Lydon (en) (VF : Michel Dodane) : Si Easton
- Tony Pitts (en) (VF : Sylvain Lemarié) : le sergent Martin
- Irfan Hussein : le sergent-major Singh
- Pip Torrens : le major Tompkins
- Peter O'Connor (V. F. : Axel Kiener) : Peter
- Gerard McSorley (VF : Vincent Grass) : un participant aux enchères
- Liam Cunningham (VF : Georges Claisse) : le médecin militaire
- Hinnerk Schönemann : le soldat allemand dans le no man's land
- Sebastian Hülk : l'officier allemand dans la ferme
- Philippe Nahon (VF : lui-même) : le commissaire priseur
- Jean-Claude Lecas (VF : lui-même) : le boucher de Cambrai
- Justin Brett (de) : le motocycliste
- Maximilian Brückner : l'officier d'artillerie allemand

Source et légende : Version française (VF) sur Voxofilm et Version québécoise (VQ)

## Production

### Genèse et développement
En 2009, Kathleen Kennedy, productrice régulière de Steven Spielberg depuis E.T., l'extra-terrestre (1982), est séduite par la pièce de théâtre Cheval de guerre jouée à Londres et tirée du roman du même nom de l'auteur britannique de littérature jeunesse Michael Morpurgo. Elle déclare notamment « J'y avais emmené mes enfants. J'ai adoré et j'en ai parlé à Steven. » Lui aussi ému par la pièce, le cinéaste décide de porter à l’écran cette émouvante histoire d’amitié entre un jeune garçon et son cheval. Le producteur Frank Marshall, époux de Kathleen Kennedy et qui lui aussi avait beaucoup aimé la pièce s'étonne alors que personne n'ait acquis les droits pour en faire un film,.
Fin 2009, il est annoncé que DreamWorks a acquis les droits du livre. Steven Spielberg déclare alors : « Dès le moment où j'ai lu le roman War Horse de Michael Morpurgo, j'ai su que c'était un film que je voulais que DreamWorks fasse… Son cœur et son message fournissent une histoire qui peut être ressentie dans tous les pays,. »
Stacey Snider de DreamWorks suggère alors d'engager Richard Curtis pour retravailler le script, après avoir collaboré lorsqu'elle travaillait chez Universal Pictures. Fan de sa série La Vipère noire, Steven Spielberg n'avait alors jamais rencontré Richard Curtis. Tout d'abord réticent à participer au projet, ce dernier se laisse convaincre après une rencontre avec Steven Spielberg. Richard Curtis explique que le scénario est plus proche du livre que de la pièce. Il fera une douzaine d'ébauches en trois mois.
Alors qu'il avait songé à n'être que producteur du film, Steven Spielberg décide de le réaliser après avoir lu le script de Richard Curtis,.

### Attribution des rôles
La majorité des acteurs est annoncée en juin 2010,. Alors que des rumeurs liaient Eddie Redmayne au rôle d'Albert Narracott, c'est finalement l'inconnu Jeremy Irvine qui est choisi. Steven Spielberg explique qu'après avoir vu des centaines de jeunes garçons, le jeune homme est entré et a fait une lecture à froid avec une « performance [...] très naturelle, très authentique. »
Steven Spielberg réunit une distribution européenne : des Britanniques des Français et des Allemands jouant des personnages des mêmes nationalités. Robert Emms, qui jouait Albert Narracott dans la pièce à West End, est engagé pour interpréter David Lyons.
La petite-fille du capitaine Budgett, qui a en partie inspiré le roman original, est figurante lors du tournage à Castle Combe. L'auteur Michael Morpurgo fait lui-même un caméo avec son épouse,.

### Tournage
Le tournage dure 64 jours et débute en août 2010. L'un des premiers lieux utilisés est le château Stratfield Saye House dans le nord du Hampshire.
Les prises de vues ont également lieu dans la région montagneuse du Dartmoor dans le Devon, notamment à Meavy, Sheepstor, le Burrator Reservoir (en), Widecombe-in-the-Moor ou encore Haytor,. La Ditsworthy Warren House (en), monument classé, est utilisée pour la maison de la famille Narracott,,.
Le film est également tourné à Castle Combe, un petit village situé à quelques kilomètres de Bristol en Grande-Bretagne, dans le comté de Wiltshire, considéré selon les touristes qui s'y rendent comme étant « le plus beau village d'Angleterre ». Steven Spielberg a décidé d'y tourner car le village paraît encore d'époque, et la nature y est laissée sauvage, ce qui offre de très bonnes conditions pour tourner un film d'époque, ici sur la Première Guerre mondiale. D'ailleurs, des scènes de films récents, tels que Wolfman, Stardust, le mystère de l'étoile et, plus ancien, L'Extravagant Docteur Dolittle, y ont été tournées. L'équipe de tournage a également utilisé les Longcross Studios dans le Surrey.
Ce film nécessite 400 personnes qui travaillent sur le plateau. Plus de 300 chevaux sont utilisés pour le film dont 14 pour Joey.

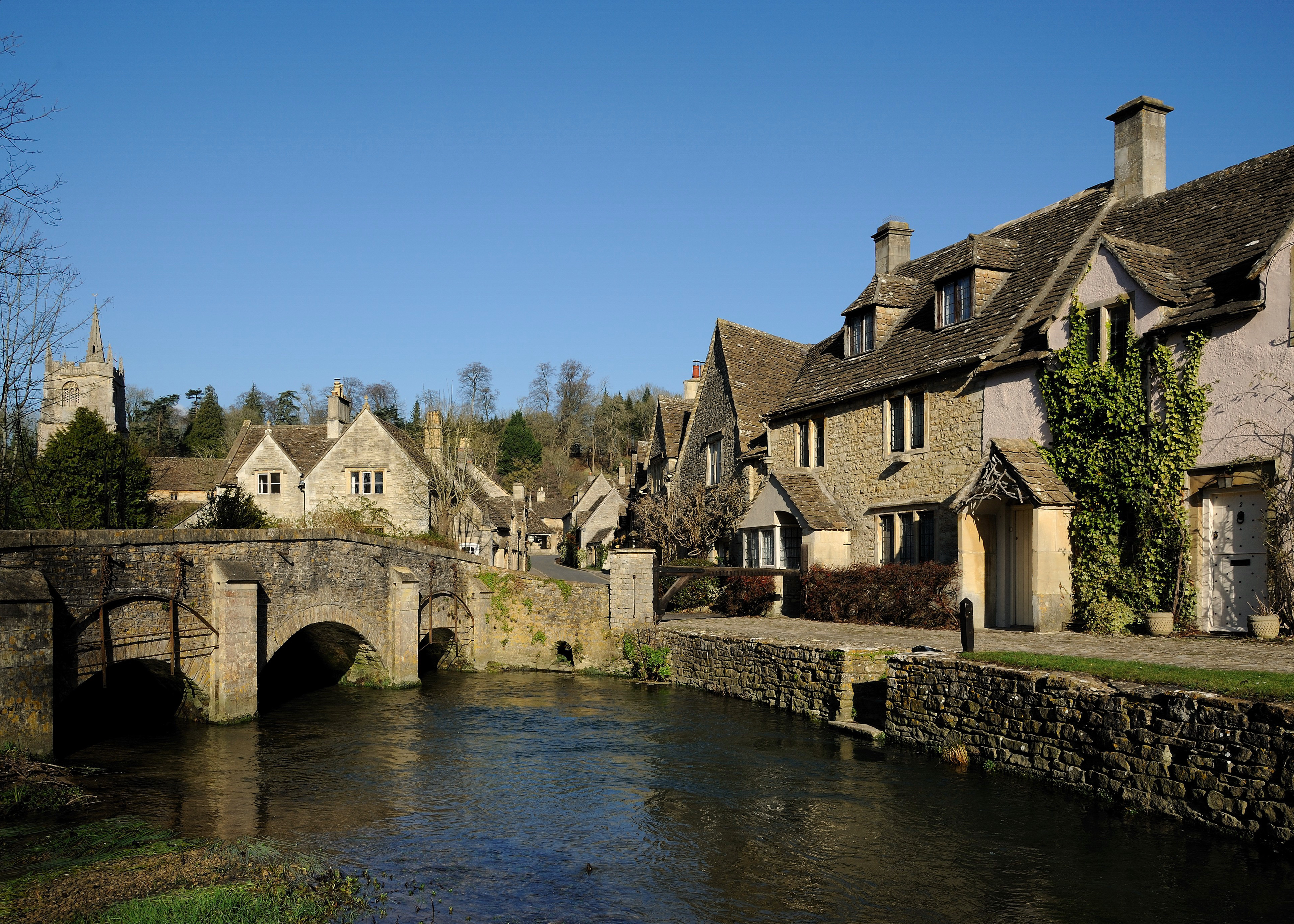
Castle Combe
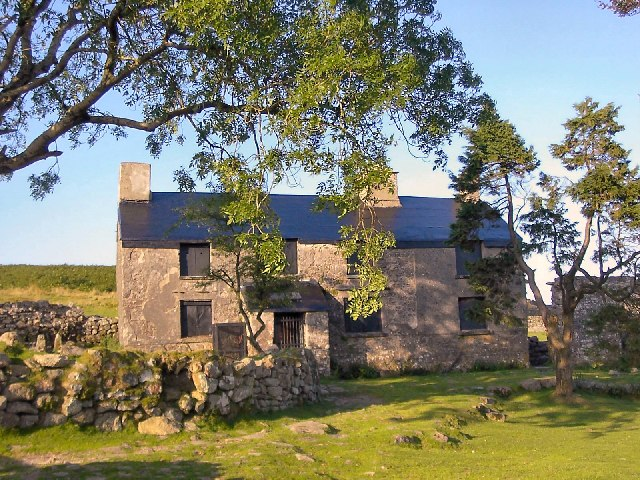
La Ditsworthy Warren House à Dartmoor
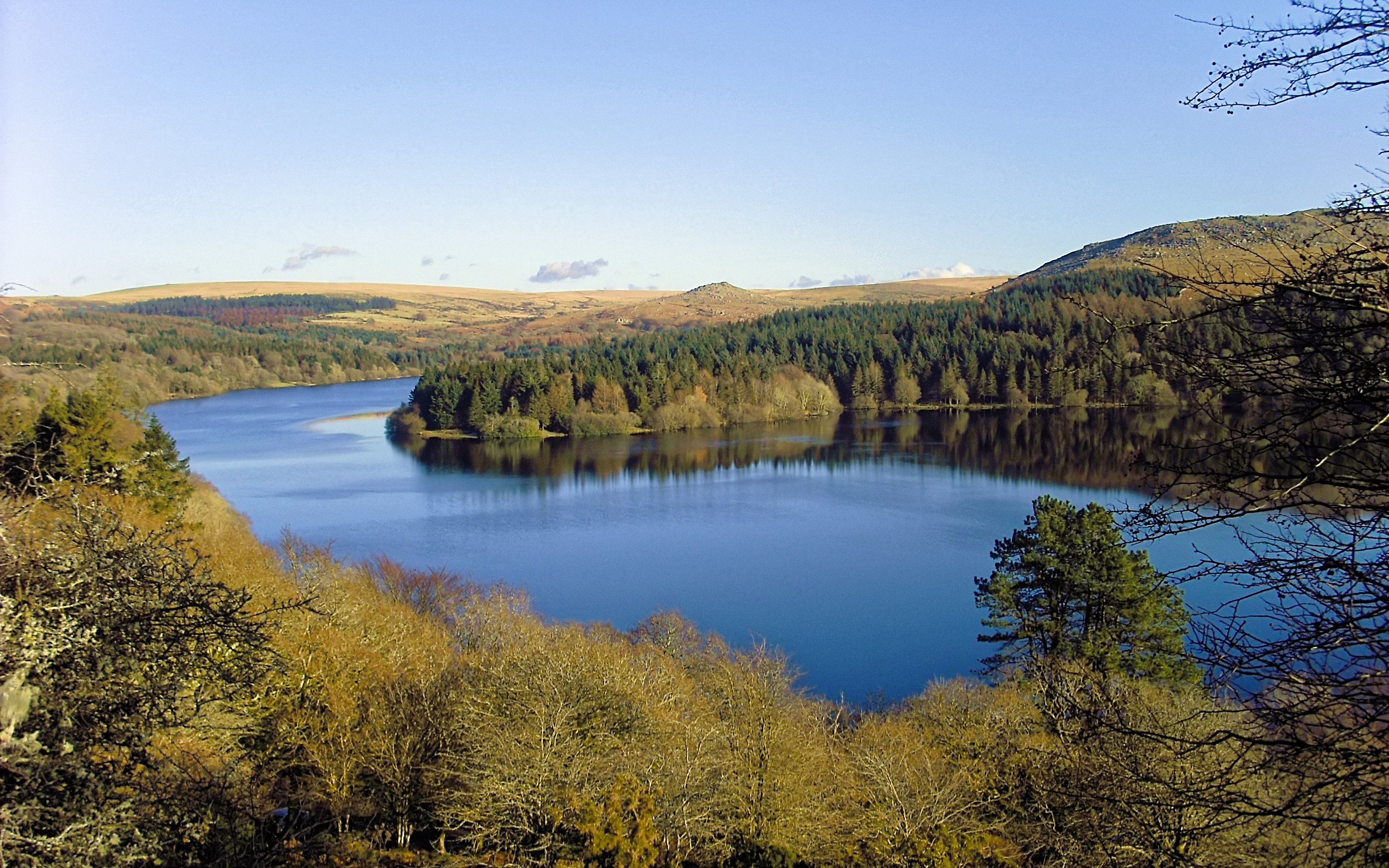
Burrator Reservoir

### Bande originale
La musique du film est composée par John Williams, fidèle collaborateur de Steven Spielberg.
Liste des titres
1. Dartmoor, 1912 - 3:35
2. The Auction - 3:34
3. Bringing Joey Home, and Bonding - 4:42
4. Learning the Call - 3:20
5. Seeding, and Horse vs Car - 3:33
6. Plowing - 5:10
7. Ruined Crop, and Going to War - 3:29
8. The Charge and Capture - 3:21
9. The Desertion - 2:33
10. Joey’s New Friends - 3:30
11. Pulling the Cannon - 4:11
12. The Death of Topthorn - 2:45
13. No Man’s Land - 4:35
14. The Reunion - 3:55
15. Remembering Emilie, and Finale - 5:07
16. The Homecoming - 8:06

## Accueil

### Accueil critique
Sur l'agrégateur américain Rotten Tomatoes, le film récolte 74 % d'opinions favorables pour 235 critiques. Sur Metacritic, il obtient une note moyenne de 72⁄100 pour 40 critiques.
En France, le site Allociné propose une note moyenne de 3,5⁄5 à partir de l'interprétation de critiques provenant de 30 titres de presse.

### Box-office
Même s'il n'est pas l'un des plus gros succès commerciaux du réalisateur, Cheval de guerre récolte plus de 177 millions de dollars dans le monde pour un budget de 66 millions.
| Pays ou région     | Box-office      | Date d'arrêt du box-office | Nombre de semaines |
| ------------------ | --------------- | -------------------------- | ------------------ |
| États-Unis, Canada | 79 884 879 $    | 3 mai 2012                 | 19                 |
| France             | 715 975 entrées | -                          | -                  |
| Total mondial      | 177 584 879 $   |                            |                    |

## Distinctions

### Récompenses
- Time Magazine 2011 : Top 10 des meilleurs films de l'année pour Steven Spielberg (5e place)
- BMI Film and TV Awards 2012 : Prix BMI de la meilleure musique de film pour John Williams

### Nominations
- Oscars 2012 :
  - Meilleur film pour Kathleen Kennedy et Steven Spielberg
  - Meilleure musique de film pour John Williams
  - Meilleure direction artistique pour Rick Carter et Lee Sandales (en)
  - Meilleure photographie pour Janusz Kamiński
  - Meilleur montage de son pour Richard Hymns et Gary Rydstrom
  - Meilleur mixage de son pour Tom Johnson, Andy Nelson, Gary Rydstrom et Stuart Wilson

## Éditions en vidéo
- En France, le film Cheval de guerre est sorti le 22 juin 2012 en DVD[54] et Blu-ray[55], puis en VOD le 11 juillet 2018[9].
- Au Québec, le film est sorti en DVD / Blu-ray le 3 avril 2012[56].

## Commentaires

### Analyse
À mille lieues des films à effets spéciaux, Steven Spielberg renoue avec une vraie esthétique picturale, aussi simple que travaillée. En effet, le film est structuré autour d'épisodes, de tableaux qui racontent de petites histoires qui, mises côte à côte, forment un récit plus large. Le décor est donc acteur à part entière du film. Bien plus, il permet de traduire ce qu'éprouve et ce que vit le cheval.

### Inexactitudes historiques
Le film perpétue une idée fausse : lorsque Joey est blessé en 1918, un médecin affirme : « Il n'y a pas de vétérinaires. Il ne reste quasiment plus de chevaux. » Si le cheval n'est plus employé par la cavalerie en 1918, on s'en sert toujours comme animal de traction. Les belligérants emploient en fait plus de chevaux à la fin de la guerre qu'au début.

### Anachronisme
Les soldats allemands ne peuvent pas avoir en 1914 un casque Stahlhelm. Ce modèle n'est apparu qu'au début de 1916.